# Котбабад
Котбаба́д или Кутбаба́д (перс. قطبآباد‎) — небольшой город на юге Ирана, в провинции Фарс. Входит в состав шахрестана  Джехром. По данным переписи, на 2006 год население составляло 6 450 человек.

## География
Город находится в южной части Фарса, в горной местности юго-восточного Загроса, на высоте 1 019 метров над уровнем моря.
Котбабад расположен на расстоянии приблизительно 145 километров к юго-востоку от Шираза, административного центра провинции и на расстоянии 805 километров к юго-юго-востоку (SSE) от Тегерана, столицы страны.